# 公孫頎
公孫頎（?—?），战国时期宋国人。
公孙颀自宋国入赵国，自赵国入韩国。前370年（周烈王六年、魏武侯二十六年、韩懿侯四年）魏武侯去世，其子魏罃与公中缓争魏为太子。公孙颀对韩懿侯说：“魏罃与公中缓争为太子，可以乘机攻取。今魏罃得王錯，占据上党，固守半个魏国。现在除掉他们，必破魏国，不可失机。”韩懿侯与赵成侯联合出兵攻打魏国，在浊泽之战，大败魏军。但是赵成侯和韩懿侯产生矛盾，最后退兵归国。魏罃杀死公中缓即位，是为魏惠王。三晋从此分裂，不在统一行动，进行兼并战争。